# Caesalpinia ortegae
Caesalpinia ortegae är en ärtväxtart som beskrevs av Paul Carpenter Standley. Caesalpinia ortegae ingår i släktet Caesalpinia och familjen ärtväxter. Inga underarter finns listade i Catalogue of Life.